# 1926-os sakkolimpia
A 2. nemhivatalos sakkolimpiát 1926. június 26. és július 15. között a Nemzetközi Sakkszövetség 2. kongresszusához kapcsolódóan rendezték meg  Budapesten. Ez volt az első olyan nemzetközi rendezvény, ahol már kifejezetten csapatok számára is írtak ki versenyt. Ezzel párhuzamosan egyéni versenyekre is sor került, mégpedig férfi és női mester, valamint nyílt kategóriában.
A csapatversenyre előzetesen hat csapat nevezett, de Ausztria és Csehszlovákia csapata nem jelent meg, így csak négy csapat versengett. A csapatok kis létszáma miatt nem tekintik ezt a versenyt hivatalos olimpiának.

## A verseny lefolyása
A versenyeket minden kategóriában körmérkőzéses rendszerben rendezték meg. A csapatversenyre országonként 6 főt nevezhettek, egy fordulóban közülük 4 fő játszott. A versenyt minden ellenfelét legyőzve Magyarország nyerte. Érdekessége a versenynek, hogy a 2. helyen végzett jugoszláv válogatottban Asztalos Lajos, a 3. helyezett román válogatottban Balogh János játszott, akik később magyar színekben folytatták sakkpályafutásukat.
A mesterversenyen 16 fő indult el, akik között körmérkőzés döntötte el a helyezések sorsát. A versenyben holtversenyben az élen végzett két versenyző, az osztrák Ernst Grünfeld és az olasz Mario Monticelli kapta meg elsőként a "FIDE sakkmester" címet. A holtversenyt a helyezéseknél nem döntötték el, az élen is két aranyérmet adtak ki, illetve hárman kapták meg a bronzérmet.
A női versenyt az angol Edith Holloway, a nyílt versenyt a magyar Zinner Sándor nyerte.

## A verseny végeredménye
A csapatverseny végeredménye
| H.        | Nemzet       | Versenyzők | Pontszám |
| --------- | ------------ | --- | -------- |
| Aranyérem | Magyarország | Bakonyi Elek (2/2), Négyesy György (2½/3), Steiner Endre (½/1), Sterk Károly (1/2), Vajda Árpád (1½/2), Zinner Sándor (1½/2) | 9        |
| Ezüstérem | Jugoszlávia  | Asztalos Lajos, Stevan Ćirić, György Imre, Boris Kostić                                                                      | 8        |
| Bronzérem | Románia      | Balogh János, Bródy Miklós, Mendelssohn, Zeno Proca, Alexandru Tyroler                                                       | 5        |
| 4.        | Németország  | Gottlieb Machate, Bruno Moritz, Otto Rüster, Wilhelm Schönmann                                                               | 2        |

Az 1. FIDE Mesterverseny végeredménye
| H.        | Versenyző                               | Pont |
| --------- | --------------------------------------- | ---- |
| Aranyérem | Ernst Grünfeld ( Ausztria)              | 9,5  |
| Aranyérem | Mario Monticelli ( Olaszország)         | 9,5  |
| Bronzérem | Hans Kmoch ( Ausztria)                  | 9,0  |
| Bronzérem | Takács Sándor ( Magyarország)           | 9,0  |
| Bronzérem | Akiba Rubinstein ( Lengyelország)       | 9,0  |
| 6.        | Nagy Géza ( Magyarország)               | 8,5  |
| 7.        | Réti Richárd ( Csehszlovákia)           | 8,0  |
| 8.        | Edgard Colle ( Belgium)                 | 8,0  |
| 9         | Hermanis Matisons ( Lettország)         | 7,5  |
| 10.       | Savielly Tartakower ( Lengyelország)    | 7.5  |
| 11.       | Vajda Árpád ( Magyarország))            | 6.5  |
| 12.       | Frederick Yates ( Anglia)               | 6,0  |
| 13.       | Steiner Endre ( Magyarország)           | 6,0  |
| 14.       | Havasi Kornél ( Magyarország)           | 6,0  |
| 15.       | Ladislav Prokeš ( Csehszlovákia)        | 5,5  |
| 16.       | Eugène Znosko-Borovsky ( Franciaország) | 4,5  |